# Cacosternum karooicum
Cacosternum karooicum är en groddjursart som beskrevs av Boycott, de Villiers och Scott 2002. Cacosternum karooicum ingår i släktet Cacosternum och familjen Pyxicephalidae. IUCN kategoriserar arten globalt som livskraftig. Inga underarter finns listade.